# アブラハム合意

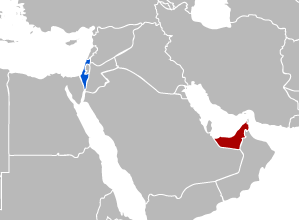
アラブ首長国連邦 (赤)とイスラエル (青)

アブラハム和平協定合意：アラブ首長国連邦とイスラエル国間における平和条約及び国交正常化 (英語:Abraham Accords Peace Agreement: Treaty of Peace, Diplomatic Relations and Full Normalization Between the United Arab Emirates and the State of Israel)とは、2020年8月13日にアラブ首長国連邦とイスラエルの間で締結された外交合意である。アラブ首長国連邦・イスラエル平和条約 (Israel–United Arab Emirates peace agreement) 、アブラハム合意、アブラハム協定 (Abraham Accord) とも呼ばれている。
この用語については、アラブ首長国連邦とイスラエルの間の合意に止まらず「UAEとバーレーンとを皮切りとして，その後スーダンやモロッコがこれに倣って陸続としてイスラエルとの関係正常化に踏み出した現象を総括してアブラハム合意と呼ぶ。」とすることもある。

## 名称
アブラハムの宗教（ユダヤ教、キリスト教、イスラム教）の始祖でかつユダヤ民族（イサク）とアラブ民族（イシュマエル）の共通の父祖であるアブラハムの名に因んで「アブラハム合意」と名付けられた。
『ウォール・ストリート・ジャーナル』によると、「アブラハム合意」と命名したのは、米軍のミゲル・コレア少将である。同記事によると、アラブ首長国連邦（UAE）はイエメン内戦に介入していたが、2017年8月11日、皇族のザーイド・ビン・ハムダーン・アール・ナヒヤーンの乗ったヘリが敵軍に撃墜された。UAEはひそかに米軍に救出を要請し、コレアが救出に成功した。コレアがUAEの大きな信頼を得たことから、米国とUAEの交渉が急速に進んだという。

## 概要

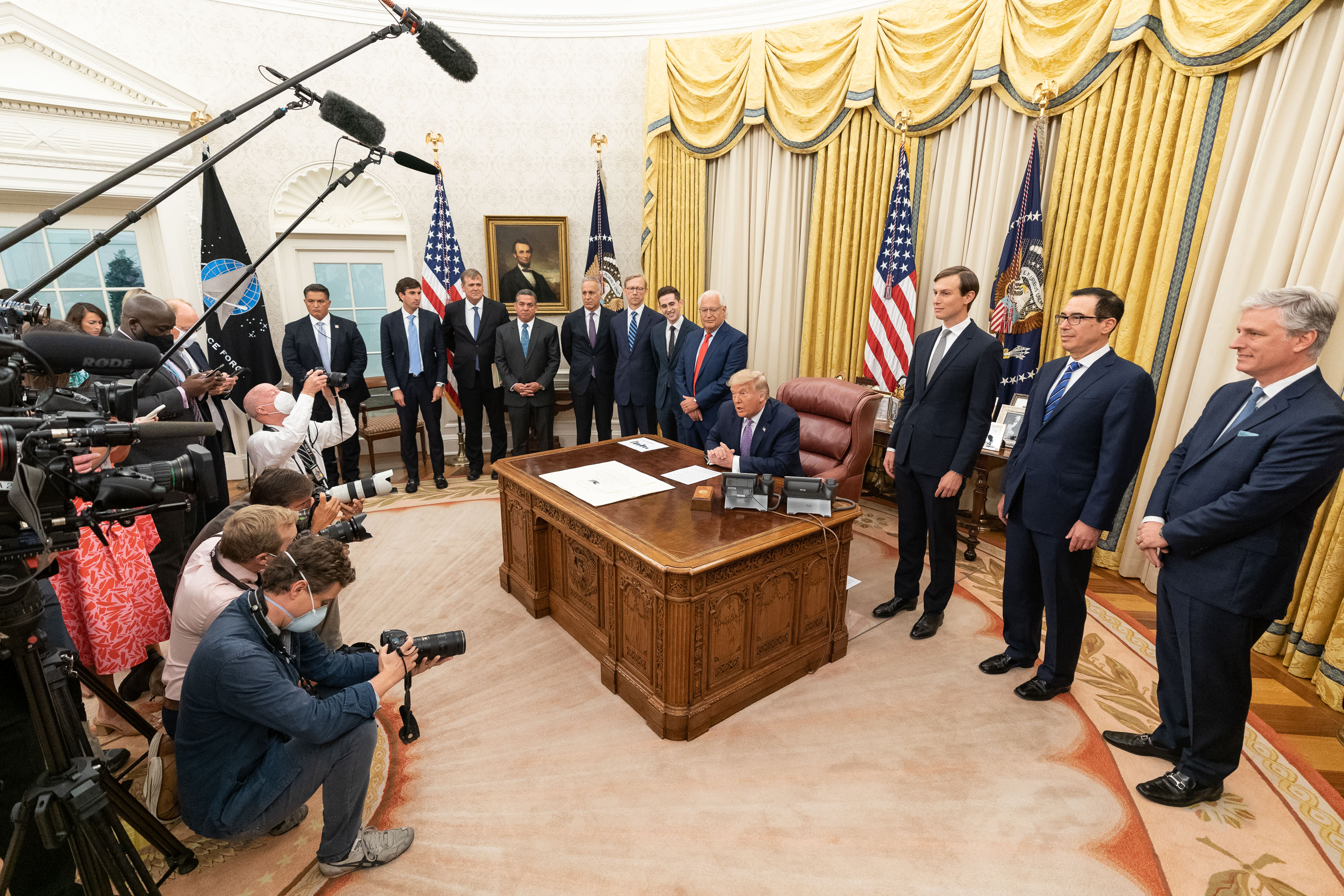
アメリカ・ホワイトハウスにてアラブ首長国連邦とイスラエルの国交正常化をメディアに公表するドナルド・トランプ大統領。2020年8月13日

2020年8月13日、アメリカ大統領のドナルド・トランプが、アブダビ皇太子のムハンマド・ビン・ザーイド・アール・ナヒヤーン、イスラエル首相のベンヤミン・ネタニヤフとの電話会談をホワイトハウスの執務室で発表する形で合意が明らかとなった。
この合意によりアラブ首長国連邦は1979年のエジプト・イスラエル平和条約、1994年のイスラエル・ヨルダン平和条約に次いでイスラエルと国交正常化したアラブ世界の国で三番目となる。同時にイスラエルはヨルダン川西岸地区の併合計画を保留することも合意した。ヨルダン川西岸地区は1967年のイスラエルによる軍事侵攻によって事実上イスラエルの支配下に置かれていた地区である。
両国の国交正常化を促したのはイランとの緊張が高まったことによる。アラブ首長国連邦が独立した1971年以降、長年アラブ首長国連邦はイスラエルを"敵"として認識していたが、両国のイランとの緊張が高まったことによりアラブ首長国連邦とイスラエルは水面下で関係を深めていた 。2015年7月14日にイラン核協議に関する最終合意がなされるも、イスラエルはイランが核兵器開発計画を秘密裡に実行していることを疑っており（イランはこのことについて否定している）、イランの核兵器開発計画によって周辺国の治安に影響を与えると考えたアラブ首長国連邦とイスラエルは非公式に軍事協力などを結んでいた。さらにイランはシリア内戦やイエメン内戦といった代理戦争において反米勢力を支援しており、このことが親米国家のアラブ首長国連邦とイスラエルとの対立を招いた。
2020年9月11日にはトランプ大統領はバーレーンもイスラエルと国交正常化で合意したことを発表した。15日、イスラエル、アラブ首長国連邦、バーレーンはホワイトハウスでアブラハム合意に調印した。

## 主な合意内容

### 総論
- 宗教の自由を含む人間の尊厳と自由の尊重。相互理解と共存に基づく、中東と世界の平和の維持と強化の重要性を認識する
- 「アブラハムの宗教」と全人類の平和の文化を広めるため、宗教・異文化対話の促進を努力する
- 課題解決は、協力と対話が最善の方法である。国家間の友好的な関係発展が、中東および世界の永続的な平和の利益促進に繋がることを信じる
- 我々は、この世界を、人種、信仰、民族に関係なく、すべての人が尊厳と希望の生活を楽しむことができる場所にするために、すべての人のための寛容と尊敬を求める
- 我々は、人類を鼓舞し、人間の可能性を最大にし、より緊密な国家間協力をもたらすために、科学、芸術、医学および商業を支援する
- 我々は、すべての子供たちにより良い未来を提供するために、過激化と紛争を終わらせようとしている
- 我々は、中東と世界中の平和、安全、繁栄のビジョンを追求する
- この精神において、我々は、アブラハム合意の原則の下で、イスラエルとその地域の近隣諸国との間の外交関係を確立に向け、既に行われている進展を暖かく歓迎し、奨励される。 我々は、共通の利益とより良い未来への共通のコミットメントに基づいて、そのような友好的な関係を強化し、拡大するための現在進行中の努力に勇気づけられている

### アラブ首長国連邦・イスラエル国交正常化合意
- この地域のすべての国家及び国民の利益のために、安定した平和で繁栄した中東地域のビジョンを実現することを熱望する
- 両国の永続的な平和、安定、安全保障及び繁栄を確保し、両国のダイナミックで革新的な経済を発展させ、強化することを決意し、外交的関与、経済協力の強化及びその他の緊密な協調を通じて、関係を正常化し、安定を促進する
- 2020年1月28日に、トランプ大統領が発表した和平案（繁栄に至る平和（英語版））を想起し、イスラエル・パレスチナ紛争の公正で包括的、現実的かつ永続的な解決策を達成するための努力を継続することを約束する
- イスラエル国とエジプト・アラブ共和国、イスラエル国とヨルダン・ハシェミット王国との間の平和条約を想起し、両国民の正当なニーズと願望を満たすイスラエル・パレスチナ紛争の交渉による解決を実現し、包括的な中東の平和、安定、繁栄を前進させるために協力することを約束する
- イスラエルと首長国の関係を正常化することは、両国民の利益となり、中東と世界の平和の大義に貢献するという信念を強調し、この歴史的な成果への深い貢献のために米国に深い感謝の意を表明する
- 両国は、その関係において、国際連合憲章の規定及び国家間の関係を規定する国際法の原則に従わなければならない
- 両国は、それぞれの領域において、互いに対するテロ活動や、敵対的活動を防止するための措置を約束し、海外でのそのような活動を拒否し、またそれぞれの領域での相互協力を約束する
- 両国は、金融及び投資、民間航空、ビザ及び領事サービス、技術革新、貿易及び経済関係、ヘルスケア、科学技術と宇宙の平和利用、観光・文化・スポーツ、 エネルギー、地球環境、教育、海事手配、通信・郵便、農業と食料安全保障、水の各分野。および合意可能性があり、相互利益のある各分野において、可能な限り早期に二国間協定を締結しなければならない。この条約締結前に結ばれた協定の法的効力は、別段の定めが無い限り、条約発効と同時に発効する
- 両国は、相互理解と尊重・共存および平和の文化を育むため、宗教・文化など各分野で民間交流を行う。相互国の安全な渡航のために、ビザ取得その他の取り決めを行う。また、憎悪および分裂を助長する過激主義やテロリズムの正当化に対抗するために協力しなければならない
- 両国は、アブラハム合意に続き、地域協力を拡大するために「中東のための戦略的アジェンダ」を立ち上げ、米国と協力する準備ができている

### バーレーン王国・イスラエル国交正常化合意
- 両国は、中東の平和と安全を前進させるための共通のコミットメントについて議論し、平和の輪を広げ、各国家の主権と平和と安全の中で生きる権利を認め、イスラエル・パレスチナ紛争の公正かつ包括的で永続的な解決を達成するための努力を継続することの重要性を強調した
- 両国は、投資、観光、直行便、安全保障、通信、技術、エネルギー、ヘルスケア、文化、環境、その他の相互利益のための分野について、今後数週間のうちに合意を求める。また、大使館を相互開設する
- 両国は、この瞬間を歴史的な機会と捉え、それぞれの国及び地域において、来るべき世代のために、より安全で豊かな未来を追求する責任を認識している
- 両国は、この地域のすべての人々のために平和、正義、繁栄の大義を推進するためのたゆまぬ努力とユニークで現実的なアプローチを行っているドナルド・J・トランプ大統領に対して、深い感謝と賞賛の意を共同で表明する

## 評価と批判
日本の飯山陽は、国交正常化はUAEが「基本的にパレスチナの大義」を捨てたものであり、「我々のような自由主義国、民主主義陣営にとっては極めて喜ばしい、歓迎すべきもの」と主張した。また、国交正常化への批判は、パレスチナ自治政府のアッバースやハマースのハニーヤら、（援助を）「自らの懐に入れ、あるいは武装テロ組織の資金として用い、破壊行為と殺戮を扇動してきた」者たちが「世界平和に反対」するものであると非難した。
佐々木伸と『朝日新聞』は、一連の国交正常化はパレスチナを孤立させ、米国・イスラエルによる和平案「繁栄に至る平和」を呑ませる思惑があると解説した。
立山良司は、UAEはイスラエルの技術を必要としており、アラブ諸国は「イスラエルへの接近にさまざまなメリットを見出した」と指摘した。他方、パレスチナ人が「基本的人権をほとんど奪われている」状況に変わりは無く、二国家解決が現実味を失った以上、イスラエルはこれからもずっと、「占領下のパレスチナ人と対峙し続けなければならない」と指摘した。また、国際刑事裁判所によって、イスラエルが戦争犯罪で起訴される可能性を指摘した。
2020年9月21日、オンラインで「中東の平和：安全保障と繁栄のための新たな道を拓くために」と題されたシンポジウムで議論された（アブダビのTRENDSリサーチ&アドバイザリー主催、アブダビのアル・イッティハードとイスラエルのイェディオト・アハロノト協力）。アラブ首長国連邦・イスラエル・バーレーン・米国・フランスから14人の専門家が参加し、アブラハム合意によってもたらされる可能性などを議論した。
イスラエルの人権団体・ベツェレムは、イスラエルは名目上、ヨルダン川西岸の併合を棚上げしたが、実質的に併合し、国際法に従わない形で占領統治を続けている現実に変わりは無いと批判した。また、イスラエルによる併合の動きに対し、国際社会は具体的な制裁で脅すという「珍しい措置」を取ったが、イスラエルが当面併合を行わない見返りに「いつも通りのビジネス」に戻り、「イスラエルが代償を払わない、継続的な奴隷制政策を正当化」したと批判した。

## その後
2020年9月4日、米国の仲介でコソボとセルビアが経済関係正常化で合意した。同時に、イスラエルはコソボと国交正常化し、コソボの在イスラエル大使館を、イスラム教が多数派の国で初めてエルサレムに置くことを明らかにした。また、セルビアの在イスラエル大使館のエルサレム移転を発表した。ただし、セルビアの在イスラエル大使館移転については、米国の独断だったのでは無いかという報道もある。セルビアはその後、「イスラエルがコソボを独立国家と認めるならば、セルビアは大使館を移転しない」と軌道修正した。
10月23日、米国の仲介で、イスラエルとスーダン暫定政権が国交正常化で合意した。ただし、スーダンは2019年スーダンクーデター後の暫定政権であるため、正式な国交正常化は民政移管後になる見込である。
11月10日、米国はUAEがイスラエルと国交正常化したことを受けた措置としてステルス戦闘機のF-35および無人攻撃機のMQ-9 リーパーの売却を承認し、議会に通知した。UAEへのF-35の売却に反対してきたイスラエルは容認する意向を10月23日に発表していた。
12月10日、米国の仲介で、イスラエルとモロッコが国交正常化で合意した。米国は見返りに、西サハラのモロッコ領有権を承認した。
12月12日、イスラエルとブータンが国交正常化で合意した。米国の仲介では無く、イスラエル単独での合意であるという。
レバノンはイスラエルに対しては国家承認をしておらず、イスラエル当局者との接触を法律で禁じている。両国沖の地中海には、イスラエル寄りに「カリシュ・ガス田」、レバノン寄りに「カナ・ガス田」があり、その開発を急ぐ意味もあって海洋境界について2020年10月から断続的に交渉してきた。イスラエルは2022年10月11日に境界画定で合意したと発表し、交渉を仲介したアメリカ合衆国と、イスラエルに抵抗運動を続けてきたヒズボラがそれぞれ妥結への寄与を主張した。同年10月27日に合意最終案への署名に至り、イスラエルの首相ヤイル・ラピドは「（レバノンが）イスラエルを国家として認めた」と主張したが、レバノンのミシェル・アウン大統領は「和平協定ではない」と否定した。
駐日イスラエル大使ギラッド・コーヘンは『毎日新聞』への寄稿で、この協定では、レバノンとの国境にあるイスラエル領ロシュ・ハニクラの5キロメートル沖に、イスラエルが2000年以降設置している浮標を
国境とする現状を維持して排他的経済水域（EEZ）の端まで境界を確定し、さらに今回の協定および両国海域にまたがる海底資源が将来発見された場合へのアメリカ合衆国の関与を定めており、レバノンによるイスラエルの事実上の国家承認を意味すると説明している。
第2次トランプ政権で返り咲いたトランプ大統領は初の中東歴訪でアブラハム合意の拡大が自身の目指す中東安定化構想であることを語ってサウジアラビアに参加を呼びかける演説を行い、バッシャール・アサド政権を崩壊させたシリアのアフマド・フサイン・アッ＝シャラア暫定大統領とも会談してアブラハム合意にシリアが参加するよう促した。

## 各国の反応
- アメリカ合衆国 - アメリカ合衆国国際連合大使のケリー・クラフト（英語版）は両国の国交正常化を"大いなる勝利"と祝福し、"中東の国々はテロリストの一番の支援者であるイランに対する堅い姿勢をとる必要性を理解している"と表明した[42]。
- アラブ首長国連邦 - アラブ首長国連邦のムハンマド・ビン・ザーイド・アール・ナヒヤーン連邦軍副司令官・アブダビ皇太子は、米トランプ大統領・以ネタニヤフ首相との電話会談で、パレスチナ自治区のさらなる併合の停止で合意したと表明した。また、UAEとイスラエルの二国間関係構築に向けたロードマップの設定でも合意したと発表した[43]。
- イギリス - イギリスのボリス・ジョンソン首相は、中東における平和への道であるとして両国の国交正常化を賞賛し、ヨルダン川西岸地区の併合計画を延期することを歓迎した[44] 。
- イスラエル - ベンヤミン・ネタニヤフ首相は、イスラエルのヨルダン川西岸地区の併合計画に「変更はない」が、一時保留すると発表した[45]。
- イタリア - 両国の国交正常化が中東における平和と安定化に導くだろうと表明した[46]。
- イラク - ムスタファ・アル＝カーズィミー首相は、国交正常化には直接言及せず、エジプト、ヨルダンとの共同声明で、「パレスチナの大義を支持する確固たる立場と、アル・クドゥス（東エルサレム）を首都としたパレスチナ国家の権利を再確認する」と述べた[47]。政府のAhmed Mulla Talal報道官は、国交正常化は他国の内政問題なので干渉しないと述べ、イラクの法律ではイスラエルとの国交正常化が禁じられていると述べた[48][49]。
- イラン - タスニム通信（英語版）はアラブ首長国連邦のイスラエルとの国交正常化はアラブ世界への面汚しであると報じた[50]。
- エジプト - エジプトのアブドルファッターフ・アッ＝シーシー大統領は、両国の国交正常化が周辺国の繁栄と安定化を促すものであると評し歓迎した[51]。
- オマーン - 歴史的快挙として、国交正常化を公式に歓迎[52]。
- クウェート - 政府として公式の声明は出していない[53]。
- サウジアラビア - サウジアラビアのファイサル・ビン・ファルハーン・アール・サウード（英語版）外務大臣は従来のアラブ和平イニシアティブ（英語版）を維持してパレスチナ国家の樹立が前提条件と述べた[54]。
- スーダン - 外務省のヘイダル・サディグ報道官は、ロイターの電話取材を受け、国交正常化を「勇敢で大胆な一歩」と評価した。また、スーダンとイスラエルの国交正常化にも含みを持たせた。しかし、外務省はサディグに声明を出す権限は与えていないとして、発言内容を否定した[55][56]。
- 中華人民共和国 - 外交部の趙立堅報道官は、国交正常化を緊張緩和と地域の平和と安定を促進すると歓迎。他方、パレスチナの正当な国権と独立国家樹立を断固として支持すると述べた[57]。
- 中華民国（台湾） - 外交部は、国交正常化を中東の平和に向けた大きな一歩と歓迎。また、アメリカの功績を称えた[58]。
- ドイツ - 両国の国交正常化によって二国家解決への期待を寄せると発表[11]。
- トルコ - トルコ外務省（英語版）は両国の国交正常化を非難し、アラブ首長国連邦の選択が中東の人々にとって忘れがたく、許しがたいものとなるだろうと発表した[59]。
- 日本 - 外務省は、イスラエルによるヨルダン川西岸への「主権適用」が一時停止されたことを前向きな動きとして評価し、国交正常化を含めて、地域の緊張緩和及び安定化に向けた第一歩として歓迎した。また、米国の仲介努力を評価した。パレスチナ問題については、引き続き当事者間の交渉による二国家解決を支持すると表明[60]。
- パレスチナ - パレスチナ大統領・パレスチナ解放機構議長マフムード・アッバースは18日、両国の国交正常化を非難した[61]。
- バーレーン - 和平への第一歩として、バーレーンはアラブ首長国連邦とイスラエルの国交正常化を公式に歓迎した[42]。
- フランス - 両国の国交正常化によって二国家解決への期待を寄せると発表[11]。
- 南アフリカ共和国 - 国際関係・協力省は、国交正常化は国家主権に関する事柄として論評しなかった。他方、パレスチナの命運に関する協議を、当事者抜きで行ったことを遺憾とした。また、イスラエルが併合を「遅らせる」のみとしたことに懸念を表明した。同時に、1967年6月4日の国境に基づき、東エルサレムを首都とするパレスチナ国家樹立を支持すると表明した[62]。
- ヨルダン - ヨルダン外務省（英語版）のアイマン・サファディー（英語版）は、両国の国交正常化はイスラエルがヨルダン川西岸地区併合に関するいかなる計画を破棄し、パレスチナの領土からの撤退を約束した上でなされるべきで、そうでなければアラブ世界とイスラエルとの対立を助長するだけであり中東に平和が訪れることはないだろうと発表した[63]。
- ロシア - ロシア外務省は、三国同盟（アブラハム合意）で、ヨルダン川西岸におけるイスラエルの主権拡大の一時停止を取り決めたのは、パレスチナ国家設立において重要であると指摘した。その上で、パレスチナ問題の解決には、「アラブ和平イニシアティブ」を例に挙げ、イスラエルとパレスチナの双方に受け入れられる枠組みが必要と表明した[64]。